# Aufbeton
Als Aufbeton, auch Oberbeton, wird Beton bezeichnet, der nachträglich auf eine bestehende feste Betonschicht aufgebracht wird. Dieses Verfahren wird oft verwendet, um die Tragfähigkeit von Betontragwerksteilen zu erhöhen. Insbesondere bei Elementdecken findet planmäßig eine Ortbetonergänzung statt.
Besondere Aufmerksamkeit muss der Verbundfuge gegeben werden. Diese muss insbesondere frei von Verunreinigungen durch Fremdstoffe sein, und der Altbeton sollte vorgenässt sein.
Wird der Verbund nicht mittels Bewehrung oder Dübel sichergestellt, muss die Oberfläche des Altbetons besonders bearbeitet werden. Dazu stehen verschiedene Verfahren zur Verfügung.
Die Tragfähigkeit einer Hohldielendecke lässt sich durch eine mitwirkende Aufbetonschicht verbessern. Entscheidend dafür ist, dass die Fuge die entstehenden Schubkräfte zuverlässig übertragen kann. Untersuchungen belegen, dass vornehmlich die Rauheit der Fuge einen wesentlichen Einfluss auf die Schubtragfähigkeit unbewehrter Fugen hat. Um die erforderliche Rauigkeit sicherzustellen, wird die Fugenoberfläche im Werk mithilfe eines Stahlrechens strukturiert. Die Eignung einer mitwirkenden Aufbetonschicht muss jedoch für jeden spezifischen Anwendungsfall durch das technische Büro geprüft werden.

## Mechanische Aufrauverfahren des Untergrundes
- Aufrauen mittels Nadelpistole (sehr lokal)
- Scharrieren
- Stocken mittels Stockhammer
- Schrämen
- Fräsen

## Andere Aufrauverfahren des Untergrundes
- Hochdruck-Wasserstrahlen
- Sandstrahlen
- Kugelstrahlen